# Ахмед бей джамия (Кюстендил)
Вижте пояснителната страница за други значения на Ахмед бей джамия.
„Ахмед бей“ джамия, известна още и като „Инджили“, „Ингилиз“ или „Християнската джамия“ (на турски: Ahmed Bey Camii) е джамия в град Кюстендил, България.
Джамията се намира в централната част на град Кюстендил, в съседство с римските терми. Джамията не функционира и понастоящем е изложбена зала на музея в Кюстендил. Тя е архитектурно-строителен паметник на културата с категория „национално значение“ (ДВ, бр. 77/1968).

## История
Построена е към средата на 15 век. На североизточната и стена стоят датите 1575 г. и 1577 г., но същите вероятно касаят по-късни реконструкции. Според предания е изградена върху основите на средновековната българска църква „Света Неделя“.
Над входа на джамията има надпис от 4 реда на среднотурски език, който гласи:
„Нека, който е построил тази джамия, се споменава докато се спре светът. Който и е направил ремонт, о, Боже, нека бъде весел и честит на двата свята. А за онези, които служат в нея, о, Боже на милостта и благоволението, направи да бъде място за голям успех. Когато те влязат в етажите на Рая, зарадвай ги с видението на твоя Образ. 1147 година по Хиджра (отговаря на времето от 3.06.1734 г. до 24 май 1735 г.).“
През 1904 г. силно земетресение разпуква минарето и то е окончателно премахнато от градското управление.

## Архитектура
Джамията е внушителна сграда с широк купол и мраморни стълбове и подпори. Входната аркада, покрита с три малки купола, е запазена в оригиналния си вид. Фасадите са разнообразени с островръхи арки – ниши над прозоречните отвори. Джамията е строена с каменни блокове и тухли от по-ранни епохи. Отличава се с декоративна тухлена украса, характерна за средновековната българска архитектура – корниз „вълчи зъб“, тухлена орнаментика и др.